# حصور
حصور (بالفارسية: حصور) هي قرية تقع في قسم ورزق الريفي في إيران. يقدر عدد سكانها بـ 325 نسمة بحسب إحصاء 2016.